# Голубич, Виктория
Виктория Голубич (нем. Viktorija Golubic; род. 16 октября 1992, Цюрих) — швейцарская теннисистка югославского происхождения. Серебряный призёр Олимпийских игр 2020 года в парном разряде; победительница двух турниров WTA в одиночном разряде; обладательница Кубка Билли Джин Кинг (2022).

## Общая информация
Родилась в балканской семье. Мать Вучица родом из Сербии, а отец Игнаций из Хорватии, которые стали гражданами Швейцарии. Есть сестра Наталия и два брата Кристиан и Дэвид.
Виктория в теннисе с пяти лет. Любимое покрытие — хард. Кумиром в детстве была Моника Селеш.

## Спортивная карьера

### 2008—2018

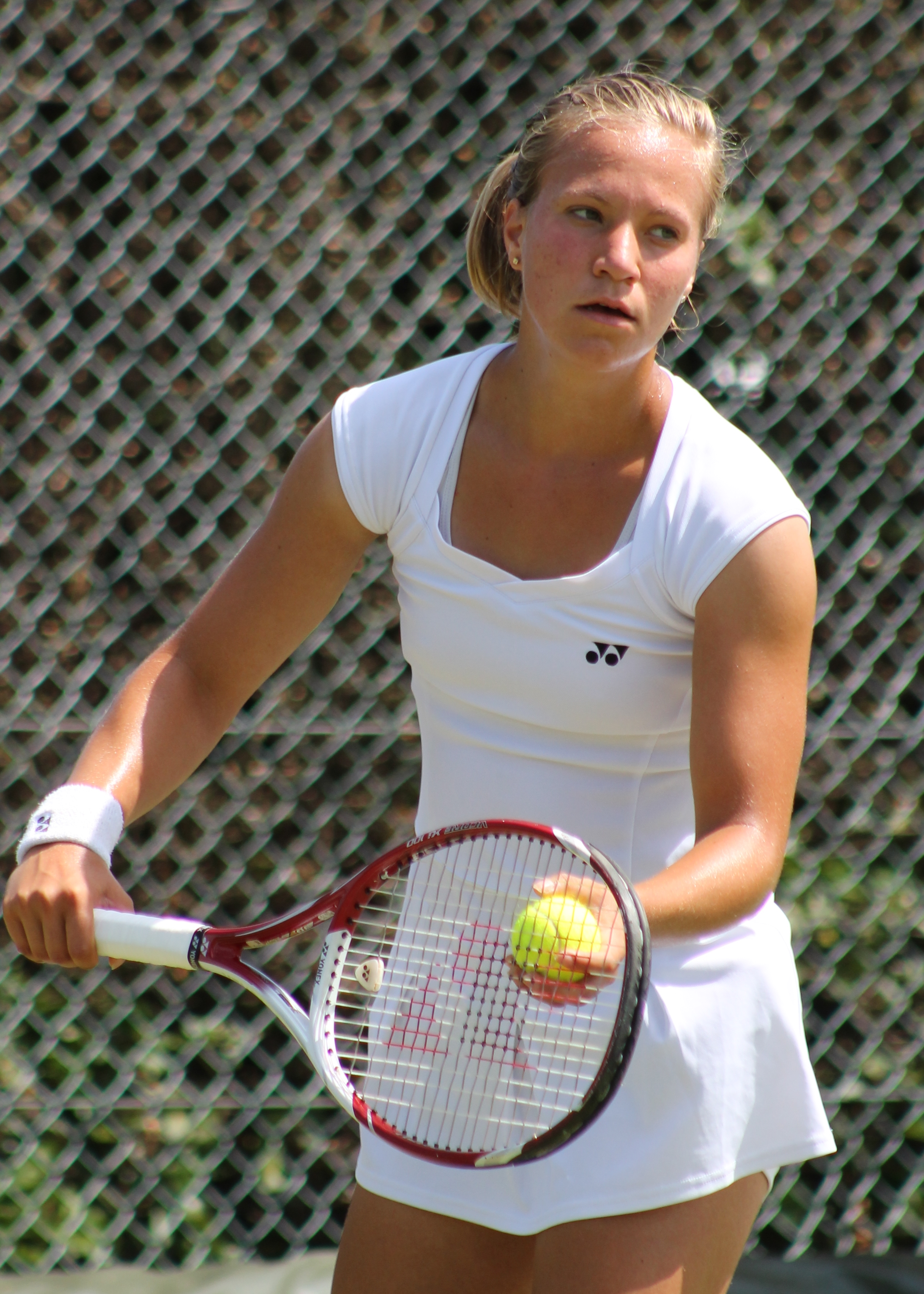
Квалификация на Уимблдон 2014 года

На первых взрослых турнирах из цикла ITF сыграла в 2008 году. В 2010 году Голубич впервые сыграла на турнире WTA-тура в парном разряде, выступив в Будапеште. В мае 2011 года она взяла первый взрослый титул на небольшом турнире цикла ITF. К концу 2013 года она выиграла по пять титулов ITF в одиночном и парном разряде. В июле того же года в Бадгастайне она первые через квалификацию попала на турнир WTA в одиночном разряде и смогла в первом раунде обыграть пятую сеянную Кики Бертенс. В 2014 году Голубич получила первый вызов в сборную Швейцарии на матчи Кубка Федерации. В ноябре 2015 года удалось выиграть 50-тысячник ITF в США.
В 2016 году уровень результатов Голубич вырос. В январе с седьмой попытки удалось попасть через квалификацию на турнир серии Большого шлема, когда она сыграла на Открытом чемпионате Австралии, уступив в первом раунде Карле Суарес Наварро. В мае она также выиграла квалификационный отбор на Открытый чемпионат Франции, где в первом раунде обыграла Алисон Риск, впервые попав во второй раунд. В июле на траве турнира в Хертогенбосе она смогла выйти в четвертьфинал, начав свой путь с квалификации. В июле Голубич преподнесла сюрприз на домашнем турнире в Гштаде, где смогла выиграть дебютный титул в основном туре. В финале она переиграла Кики Бертенс (4-6, 6-3, 6-4) и поднялась в топ-100 (со 105-го на 72-е место). Осенью Голубич показала хорошую игру: в сентябре вышла в 1/4 финала в Токио и Гуанчжоу, а в октябре прошла в финал в Линце и обыграла в 1/4 финала № 6 в мире Гарбинью Мугурусу на отказе соперницы в третьем сете при счёте 4-4. По итогам первого сезона в топ-100 Голубич заняла 57-е место в одиночном рейтинге.
В 2017 году в сравнении с прошлым сезоном Голубич хуже выступала в одиночном разряде, однако смогла прибавить в играх в паре. В июле она потеряла место в топ-100 одиночного рейтинга, однако сохранила место в первой сотне парного и вышла в финал в Гштаде в команде с Ниной Стоянович. Лучшим результатом в WTA-туре в одиночках в сезоне стал выход в полуфинал турнира в Линце в октябре. В 2018 году Голубич балансировала между первой и второй сотней рейтинга, трижды играла в основной сетке на турнирах серии Большого шлема (два раза попав через квалификацию). В начале 2018 года прошла через квалификацию на Открытый чемпионат Австралии, где в первом круге проиграла теннисистке из Украины Катерине Бондаренко в трёх сетах. В мае Виктория через квалификацию смогла пробиться в основную сетку на Открытый Чемпионат Франции, где уступила в первом раунде теннисистке из США Кэролайн Доулхайд. В октябре она выиграла титул на 80-тысячнике из цикла ITF в Пуатье.

### 2019—2021 (1/4 финала на Уимблдоне, серебро на Олимпиаде в парах)

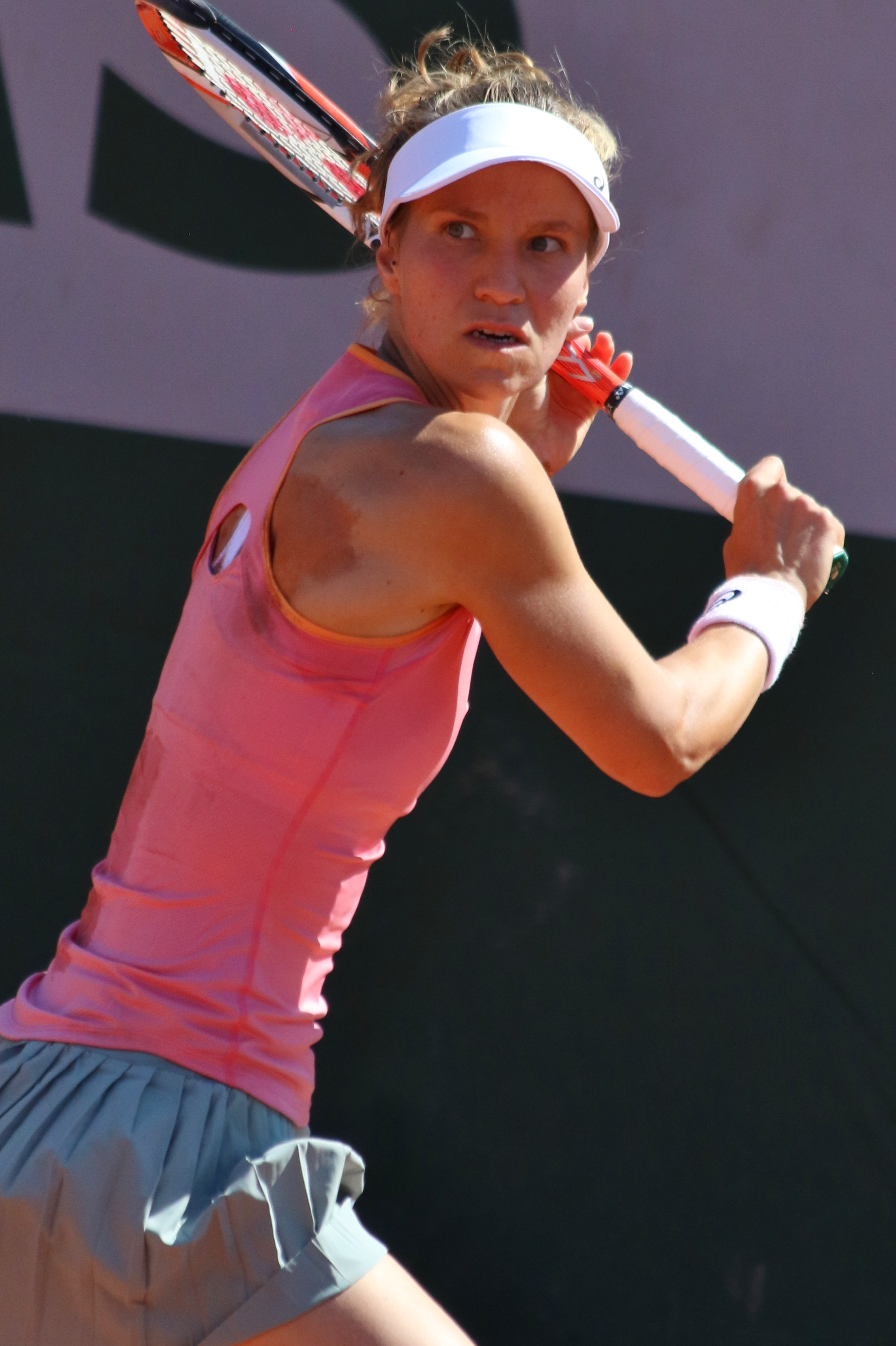
На Ролан Гаррос 2021 года

В 2019 году Голубич вернула себе место в топ-100. В начале сезона через квалификацию удалось попасть на Открытый чемпионат Австралии, а затем выйти в четвертьфинал турнира в Хуахине. В марте она выиграла турнир младшей серии WTA 125 в Индиан-Уэлсе (США), обыграв в финале американку Дженнифер Брэди в трёх сетах. Затем пробилась через квалификацию в основную сетку турнира WTA в том же Индиан-Уэлсе, но проиграла в первом же раунде Барборе Стрыцовой. На Уимблдонском турнире впервые в карьере удалось выйти в третий раунд на турнирах Большого шлема, обыграв в том числе в первом раунде, тогда ещё 64-ю в мире, Игу Свёнтек. На Открытом чемпионате США проиграла в первом раунде Чжан Шуай в двух сетах. Осенью Голубич сыграла на двух турнирах, пройдя в 1/4 финала в Наньчане и 1/2 финала в Гуанчжоу.
В 2020 году Голубич играла неудачно и вновь покинула первую сотню рейтинга, зато в следующем сезоне ей удалось улучшить результаты. В марте 2021 года, начав с квалификации, она смогла выиграть шесть матчей подряд и доиграть до финала турнира в Лионе. Затем повторила это достижении на турнире в Монтеррее. В мае Голубич победила в младшей серии WTA 125 на турнире в Сен-Мало. Летом на траве удалось показать хорошую игру. На турнире в Истборне, начав с квалификации вышла в четвертьфинал. Затем на Уимблдонском турнире Голубич в первом раунде в затяжном матче обыграла Веронику Кудерметову со счётом 11-9 в последнем сете. После этого нанесла поражения трём американкам (Даниэль Коллинз, Мэдисон Бренгл и Мэдисон Киз) и впервые в карьере попала в четвертьфинал Большого шлема. За выход в финал она соперничала с Каролиной Плишковой, однако проиграла ей в двух сетах. Результат на Уимблдоне позволил занять место в топ-50.
После Уимблдона 2021 года Голубич добилась ещё одного знакового результата. Она впервые сыграла на Олимпийских играх в Токио. В одиночном разряде во втором раунде проиграла Наоми Осака, зато в парном разряде, сыграв в команде с лидером швейцарского тенниса Белиндой Бенчич, смогла завоевать серебряные медали. В олимпийском финале они уступили одной из сильнейших пар мира Барборе Крейчиковой и Катерине Синяковой — 5-7, 1-6. До конца сезона Голубич больше не показывала сильных результатов, но смогла в октябре на крупном турнире в Индиан-Уэлсе во втором раунде обыграть № 9 в мире Марию Саккари. В ноябре она сыграла за сборную в финальном турнире Кубка Билли Джин Кинг, где провела три матча на групповом этапе (два в одиночном и один парный. Выиграв из них две игры, помогла выйти в плэй-офф, а затем Швейцария сыграла в финале, где проиграла России.

### 2022—2023 (победа в Кубке Билли Джин Кинг)
2022 год Голубич начала с четвертьфинала в Мельбурне. В феврале в рейтинге поднялась на самое высокое в карьере — 35-е место. Далее до лета лучшими результатами стали четвёртый раунд в Индиан-Уэлсе и 1/4 финала в Страсбурге. В июне на турнире в Ноттингеме удалось выйти в полуфинал. Уимблдон завершился во втором раунде и Голубич на время покинула первую сотню рейтинга, но после четвертьфинала в Варшаве в конце июля вернулась в топ-100. В ноябре она вновь выступила за сборную в финальном турнире Кубка Билли Джин Кинг. В этот раз Швейцария смогла выиграть главный командный трофей женского тенниса, а Голубич сыграла два матча и оба выиграла.
В начале 2023 года в альянсе с Панной Удварди из Венгрии вышла в парный финал на турнире в Хобарте. В одиночном разряде у Голубич не получалось попадать в поздние стадии турниров и она потеряла место в списке топ-100. Первый в сезоне четвертьфинал в WTA-тура случился уже в июне на траве в Ноттингеме. На Уимблдон пришлось попадать через квалификацию, где она вышла во второй раунд. В сентябре Голубис смогла выиграть 100-тысячник из цикла ITF в Токио.

### 2024
В декабре 2024 года в Лиможе (Франция) стала победительницей турнира WTA 125 Open de Limoges в одиночном разряде, где в финале победила соотечественницу Селин Неф со счётом 7-5, 6-4.

## Итоговое место в рейтинге WTA по годам
| Год  | Одиночный рейтинг | Парный рейтинг |
| 2023 | 84                | 146            |
| 2022 | 77                | 90             |
| 2021 | 43                | 146            |
| 2020 | 137               | 137            |
| 2019 | 81                | 186            |
| 2018 | 92                | 101            |
| 2017 | 128               | 66             |
| 2016 | 57                | 117            |
| 2015 | 178               | 130            |
| 2014 | 227               | 235            |
| 2013 | 193               | 224            |
| 2012 | 609               | 410            |
| 2011 | 564               | 731            |
| 2010 | 936               |                |

## Выступления на турнирах

### Финалы турнировWTAв одиночном разряде (5)

#### Победы (2)
| Легенда:                    |
| --------------------------- |
| Турниры Большого шлема (0)* |
| Олимпиада (0)               |
| Итоговый турнир WTA (0)     |
| Premier 5 / WTA 1000 (0)    |
| Premier / WTA 500 (0)       |
| International / WTA 250 (2) |

| Титулы по покрытиям | Титулы по месту проведения матчей турнира |
| ------------------- | ----------------------------------------- |
| Хард (1)*           | Зал (0)                                   |
| Грунт (1)           | Зал (0)                                   |
| Трава (0)           | Открытый воздух (2)                       |
| Ковёр (0)           | Открытый воздух (2)                       |

* количество побед в одиночном разряде.
| №  | Дата          | Турнир           | Покрытие | Соперница в финале | Счёт        |
| 1. | 17 июля 2016  | Гштад, Швейцария | Грунт    | Кики Бертенс       | 4-6 6-3 6-4 |
| 2. | 3 ноября 2024 | Цзюцзян, Китай   | Хард     | Ребекка Шрамкова   | 6-3 7-5     |

#### Поражения (3)
| №  | Дата            | Турнир             | Покрытие   | Соперница в финале | Счёт    |
| 1. | 16 октября 2016 | Линц, Австрия      | Хард (зал) | Доминика Цибулкова | 3-6 5-7 |
| 2. | 7 марта 2021    | Лион, Франция      | Хард (зал) | Клара Таусон       | 4-6 1-6 |
| 3. | 21 марта 2021   | Монтеррей, Мексика | Хард       | Лейла Фернандес    | 1-6 4-6 |

### Финалы турнировWTA 125иITFв одиночном разряде (26)

#### Победы (15)
| Легенда:                    |
| --------------------------- |
| WTA 125 (3)*                |
| 100.000 USD (2)             |
| 80.000 (75.000)** USD (1)   |
| 60.000 (50.000)** USD (1+3) |
| 25.000 USD (4+8)            |
| 15.000 (10.000)** USD (4+4) |

** призовой фонд до 2017 года
| Титулы по покрытиям | Титулы по месту проведения матчей турнира |
| ------------------- | ----------------------------------------- |
| Хард (11+7)*        | Зал (4+4)                                 |
| Грунт (4+7)         | Зал (4+4)                                 |
| Трава (0)           | Открытый воздух (11+11)                   |
| Ковёр (0+1)         | Открытый воздух (11+11)                   |

* количество побед в одиночном разряде + количество побед в парном разряде.
| №   | Дата             | Турнир                           | Покрытие   | Соперница в финале    | Счёт           |
| 1.  | 22 мая 2011      | Санта-Колома-де-Фарнерс, Испания | Грунт      | Инес Феррер Суарес    | 6-3 6-3        |
| 2.  | 18 сентября 2011 | Льейда, Испания                  | Грунт      | Лусия Сервера Васкес  | 6-1 7-6(5)     |
| 3.  | 7 апреля 2013    | Анталья, Турция                  | Хард       | Эллен Альгурин        | 6-4 6-2        |
| 4.  | 14 апреля 2013   | Анталья, Турция                  | Хард       | Катарина Ленерт       | 6-2 6-3        |
| 5.  | 8 июня 2013      | Брешиа, Италия                   | Грунт      | Анастасия Гримальская | 6-4 6-4        |
| 6.  | 29 августа 2015  | Уокинг, Великобритания           | Хард       | Кэти Данн             | 6-4 6-4        |
| 7.  | 8 ноября 2015    | Уэйко, США                       | Хард       | Николь Гиббс          | 6-2 6-1        |
| 8.  | 9 января 2016    | Гонконг                          | Хард       | Риса Одзаки           | 6-3 6-3        |
| 9.  | 28 октября 2018  | Пуатье, Франция                  | Хард (зал) | Наталья Вихлянцева    | 3-6 6-1 7-5    |
| 10. | 3 марта 2019     | Индиан-Уэлс, США                 | Хард       | Дженнифер Брэди       | 3-6 7-5 6-3    |
| 11. | 14 февраля 2021  | Гренобль, Франция                | Хард (зал) | Марина Заневская      | 6-1 4-6 7-6(2) |
| 12. | 9 мая 2021       | Сен-Мало, Франция                | Грунт      | Жасмин Паолини        | 6-1 6-3        |
| 13. | 10 сентября 2023 | Токио, Япония                    | Хард       | Ван Сиюй              | 6-4 3-6 6-4    |
| 14. | 15 октября 2023  | Руан, Франция                    | Хард (зал) | Эрика Андреева        | 6-4 6-1        |
| 15. | 22 октября 2023  | Шрусбери, Великобритания         | Хард (зал) | Амарни Бэнкс          | 6-0 6-0        |

#### Поражения (11)
| №   | Дата            | Турнир                      | Покрытие   | Соперница в финале | Счёт           |
| 1.  | 30 июня 2013    | Файхинген-на-Энце, Германия | Грунт      | Лаура Зигемунд     | 3-6 6-3 6-7(4) |
| 2.  | 26 января 2014  | Сандерленд, Великобритания  | Хард (зал) | Ан-Софи Местах     | 1-6 4-6        |
| 3.  | 20 июля 2014    | Дармштадт, Германия         | Грунт      | Андрея Миту        | 2-6 1-6        |
| 4.  | 7 сентября 2014 | Барнстапл, Великобритания   | Хард (зал) | Карина Виттхёфт    | 2-6 4-6        |
| 5.  | 2 ноября 2014   | Стамбул, Турция             | Хард (зал) | Барбора Крейчикова | 1-6 4-6        |
| 6.  | 13 июня 2015    | Эссен, Германия             | Грунт      | Полин Пармантье    | 6-3 6-7(4) 3-6 |
| 7.  | 4 октября 2015  | Клермон-Ферран, Франция     | Хард (зал) | Полина Лейкина     | 6-4 3-6 4-6    |
| 8.  | 15 ноября 2015  | Скоттсдейл, США             | Хард       | Саманта Кроуфорд   | 3-6 6-4 2-6    |
| 9.  | 4 февраля 2018  | Берни, Тасмания             | Хард       | Марта Костюк       | 4-6 3-6        |
| 10. | 24 января 2021  | Эль-Фуджайра, ОАЭ           | Хард       | Клара Таусон       | 0-6 6-4 3-6    |
| 11. | 23 октября 2022 | Руан, Франция               | Хард (зал) | Марина Заневская   | 6-7(6) 1-6     |

### Финалы Олимпийских турниров в женском парном разряде (1)

#### Поражения (1)
| №  | Дата | Турнир        | Покрытие | Партнёрша      | Соперницы в финале                   | Счёт    |
| 1. | 2021 | Токио, Япония | Хард     | Белинда Бенчич | Барбора Крейчикова Катерина Синякова | 5-7 1-6 |

### Финалы турнировWTAв парном разряде (3)

#### Поражения (3)
| №  | Дата           | Турнир            | Покрытие | Партнёрша      | Соперницы в финале                   | Счёт              |
| 1. | 23 июля 2017   | Гштад, Швейцария  | Грунт    | Нина Стоянович | Кики Бертнес Юханна Ларссон          | 6-7(4) 6-4 [7-10] |
| 2. | 1 августа 2021 | Олимпиада         | Хард     | Белинда Бенчич | Барбора Крейчикова Катерина Синякова | 5-7 1-6           |
| 3. | 14 января 2023 | Хобарт, Австралия | Хард     | Панна Удварди  | Лаура Зигемунд Кирстен Флипкенс      | 4-6 5-7           |

### Финалы турнировWTA 125иITFв парном разряде (32)

#### Победы (15)
| №   | Дата            | Турнир                      | Покрытие    | Партнёрша           | Соперницы в финале                              | Счёт           |
| 1.  | 27 ноября 2011  | Валь-де-Ушо, Испания        | Грунт       | Магдалена Кищинская | Ивонн Кавалье Реймерс Арабела Фернандес Рабенер | 7-5 3-6 [10-8] |
| 2.  | 20 января 2013  | Штутгарт, Германия          | Хард (зал)  | Юлия Киммельманн    | Юлия Валетова Ольга Дорошина                    | 6-4 6-1        |
| 3.  | 27 января 2013  | Карст, Германия             | Ковёр (зал) | Юлия Киммельманн    | Аня Прислан Ясмин Штайнхерр                     | 6-3 4-6 [10-5] |
| 4.  | 7 апреля 2013   | Анталья, Турция             | Хард        | Катарина Ленерт     | Мартина Борецкая Петра Крейсова                 | 5-7 6-3 [10-7] |
| 5.  | 20 октября 2013 | Лимож, Франция              | Хард (зал)  | Магда Линетт        | Николь Клерико Никола Франкова                  | 6-4 6-4        |
| 6.  | 4 мая 2014      | Висбаден, Германия          | Грунт       | Диана Марцинкевич   | Юлия Глушко Мэнди Минелла                       | 6-4 6-3        |
| 7.  | 29 июня 2014    | Файхинген-на-Энце, Германия | Грунт       | Лаура Зигемунд      | Лесли Керкхове Аранча Рус                       | 6-3 6-3        |
| 8.  | 20 июля 2014    | Дармштадт, Германия         | Грунт       | Никола Гойер        | Каролина Даниэльс Лаура Шедер                   | 5-7 6-2 [10-3] |
| 9.  | 1 марта 2015    | Санкт-Петербург, Россия     | Хард (зал)  | Александра Соснович | Ана Врлич Стефани Форетц                        | 6-4 7-5        |
| 10. | 2 мая 2015      | Висбаден, Германия          | Грунт       | Каролина Даниэльс   | Сидни Бюргер Вероника Капшай                    | 6-4 4-6 [10-6] |
| 11. | 31 мая 2015     | Градо, Италия               | Грунт       | Беатрис Хаддад Майя | Катажина Питер Шэрон Фичмен                     | 6-3 6-2        |
| 12. | 13 июня 2015    | Эссен, Германия             | Грунт       | Никола Гойер        | Каролина Даниэльс Антония Лоттнер               | 6-3 6-3        |
| 13. | 1 ноября 2015   | Мейкон, США                 | Хард        | Джан Абаза          | Паула Кристина Гонсалвес Саназ Маранд           | 7-6(3) 7-5     |
| 14. | 9 января 2016   | Гонконг                     | Хард        | Штефани Фогт        | Эмма Лайне Сюй Цзинвэнь                         | 6-2 1-6 [10-4] |
| 15. | 24 января 2021  | Эль-Фуджайра, ОАЭ           | Хард        | Чагла Бююкакчай     | Лян Эньшуо Ю Сяоди                              | 5-7 6-4 [10-4] |

#### Поражения (17)
| №   | Дата             | Турнир                           | Покрытие    | Партнёрша                 | Соперницы в финале                             | Счёт              |
| 1.  | 22 мая 2011      | Санта-Колома-де-Фарнерс, Испания | Грунт       | Нина Цандер               | Ева Фернандес Брюгес Инес Феррер Суарес        | 3-6 7-6(3) [4-10] |
| 2.  | 18 сентября 2011 | Льейда, Испания                  | Грунт       | Арабела Фернандес Рабенер | Ивонн Кавалье Реймерс Исабель Раписарда Кальво | 2-6 6-7(5)        |
| 3.  | 20 мая 2012      | Казерта, Италия                  | Грунт       | Александра Крунич         | Катажина Питер Романа Каролина Табак           | 2-6 3-6           |
| 4.  | 17 марта 2013    | Бат, Великобритания              | Хард (зал)  | Юлия Киммельманн          | Лиза Вайбурн Никола Гойер                      | 3-6 4-6           |
| 5.  | 2 июня 2013      | Градо, Италия                    | Грунт       | Диана Марцинкевич         | Юрика Сэма Чжоу Имяо                           | 6-1 5-7 [7-10]    |
| 6.  | 7 сентября 2014  | Барнстапл, Великобритания        | Хард (зал)  | Диана Марцинкевич         | Карина Виттхёфт Ализе Лим                      | 2-6 1-6           |
| 7.  | 21 сентября 2014 | Шрусбери, Великобритания         | Хард (зал)  | Никола Гойер              | Лесли Керкхове Ришел Хогенкамп                 | 6-2 5-7 [8-10]    |
| 8.  | 25 октября 2015  | Жуэ-ле-Тур, Франция              | Хард (зал)  | Аличе Маттеуччи           | Кристина Дину Александра Каданцу               | 5-7 3-6           |
| 9.  | 15 ноября 2015   | Скоттсдейл, США                  | Хард        | Штефани Фогт              | Юлия Глушко Ребекка Петерсон                   | 6-4 5-7 [6-10]    |
| 10. | 31 января 2016   | Андрезье-Бутеон, Франция         | Хард (зал)  | Ксения Кнолль             | Элизе Мертенс Ан-Софи Местах                   | 4-6 6-3 [7-10]    |
| 11. | 15 мая 2016      | Сен-Годенс, Франция              | Грунт       | Никола Гойер              | Рената Ворачова Деми Схюрс                     | 1-6 2-6           |
| 12. | 2 июля 2017      | Саутси, Великобритания           | Трава       | Людмила Киченок           | Сюко Аояма Ян Чжаосюань                        | 7-6(7) 3-6 [8-10] |
| 13. | 24 сентября 2017 | Альбукерке, США                  | Хард        | Амра Садикович            | Тара Мур Конни Перрен                          | 3-6 3-6           |
| 14. | 1 октября 2017   | Темплтон, США                    | Хард        | Амра Садикович            | Кейтлин Кристиан Гильяна Ольмос                | 5-7 3-6           |
| 15. | 28 октября 2018  | Пуатье, Франция                  | Хард (зал)  | Аранча Рус                | Анна Блинкова Александра Панова                | 1-6 1-6           |
| 16. | 13 сентября 2020 | Сен-Мало, Франция                | Грунт       | Магдалена Френх           | Паула Каня Катажина Питер                      | 2-6 4-6           |
| 17. | 21 февраля 2021  | Альтенкирхен, Германия           | Ковёр (зал) | Илена Ин-Альбон           | Юлия Вахачик Паула Каня-Ходун                  | 6-7(5) 4-6        |

### Финалы командных турниров (2)

#### Победа (1)
| №  | Год  | Турнир                | Команда                                                   | Соперник в финале                              | Счёт |
| 1. | 2022 | Кубок Билли Джин Кинг | Швейцария Б. Бенчич, С. Вальтерт, В. Голубич, Дж. Тайхман | Австралия С. Сандерс, С. Стосур, А. Томлянович | 2-0  |

#### Поражение (1)
| №  | Год  | Турнир                | Команда                                                 | Соперник в финале                                                                   | Счёт |
| 1. | 2021 | Кубок Билли Джин Кинг | Швейцария Б. Бенчич, В. Голубич, Дж. Тайхман, Ш. Фёгеле | Россия Е. Александрова, Д. Касаткина, В. Кудерметова, А. Павлюченкова, Л. Самсонова | 0-2  |